# Russische Volleyballnationalmannschaft der Männer
Die russische Volleyballnationalmannschaft der Männer ist eine Auswahl der besten russischen Spieler, die den russischen Volleyballverband (Wserossijskaja Federazija Woleibola, Всероссийская Федерация Волейбола) bei internationalen Turnieren und Länderspielen repräsentiert. Die russische Nationalmannschaft ist der Nachfolger der sowjetischen Nationalmannschaft, die in ihrer Zeit zu den erfolgreichsten Teams gehörte. Sie wurde 2002 Vize-Weltmeister und 2012 Olympiasieger. Außerdem gewann sie zwei Europameisterschaften, zwei World Cups, dreimal die Weltliga und die beiden bisherigen Ausgaben der Nations League.

## Geschichte

### Weltmeisterschaften
Die Russen war bislang bei Volleyball-Weltmeisterschaften weniger erfolgreich als der sechsmalige Weltmeister Sowjetunion. Bei der WM 1994 wurden sie Siebter. Vier Jahre später belegten sie den fünften Rang. 2002 unterlagen sie erst im Finale gegen Brasilien und gewannen ihre erste Medaille. Bei der WM 2006 kamen sie auf den siebten Platz. 2010 siegten sie im Spiel um den fünften Rang. Das gleiche Resultat erzielten sie beim Turnier 2014. Die WM 2018 endete für sie in der dritten Runde und damit ebenfalls auf dem fünften Platz.

### Olympische Spiele
Zu den Olympischen Spielen 1992 traten die Russen als Vereintes Team an und kamen auf den siebten Platz. 1996 in Atlanta verloren sie das Spiel um Bronze gegen Jugoslawien. Gegen den gleichen Gegner unterlagen sie 2000 in Sydney im Finale. Vier Jahre später siegten sie im Spiel um Bronze gegen die USA, Das gleiche Ergebnis gab es 2008 in Peking, als die Russen sich im Spiel um den dritten Platz gegen Italien durchsetzten. 2012 in London wurden die russischen Männer – 32 Jahre nach dem letzten Titelgewinn der Sowjetunion –  mit einem Finalsieg über Brasilien Olympiasieger. 2016 in Rio de Janeiro unterlagen sie im Spiel um Bronze den USA. Bei einem internationalen Qualifikationsturnier in Sankt Petersburg sicherten sie sich ihren Startplatz für Tokio 2020. Dort unterlagen sie im Finale dem französischen Team mit 2:3 Sätzen.

### Europameisterschaften
Bei der Europameisterschaft 1993 traten die Russen als Nachfolger des Titelverteidigers Sowjetunion an und kamen auf den dritten Rang. 1995 und 1997 wurden sie jeweils Fünfter. 1999 verloren sie das Endspiel gegen Italien. Die Turniere 2001 und 2003 beendeten sie wieder auf dem dritten Platz. Bei der EM 2005 mussten sie sich wieder im Endspiel gegen Italien geschlagen geben. Zwei Jahre später verloren sie das Finale vor heimischem Publikum gegen Spanien. 2009 und 2011 verpassten sie als Vierter die Medaillenränge. Beim Turnier 2013 wurden die Russen mit einem Sieg gegen Italien erstmals nach dem Ende der Sowjetunion Europameister. 2015 gab es das Duell bereits im Viertelfinale, wobei der Titelverteidiger ausschied und den sechsten Platz belegte. Bei der EM 2017 gewannen die Russen das Finale gegen die deutsche Mannschaft. Das Turnier 2019 endete für sie hingegen im Viertelfinale gegen Slowenien.

### World Cup
Russland nahm 1995 nicht am World Cup teil. Beim Turnier 1999 gewannen die Russen im Finale gegen Kuba den Titel. Nach einer erneuten Pause 2003 unterlagen sie 2007 im Endspiel gegen Brasilien. 2011 gelang ihnen gegen Polen der zweite Titelgewinn. 2015 belegten sie hinter Polen den vierten Platz. Den World Cup 2019 beendeten sie auf dem sechsten Rang.

### Nations League

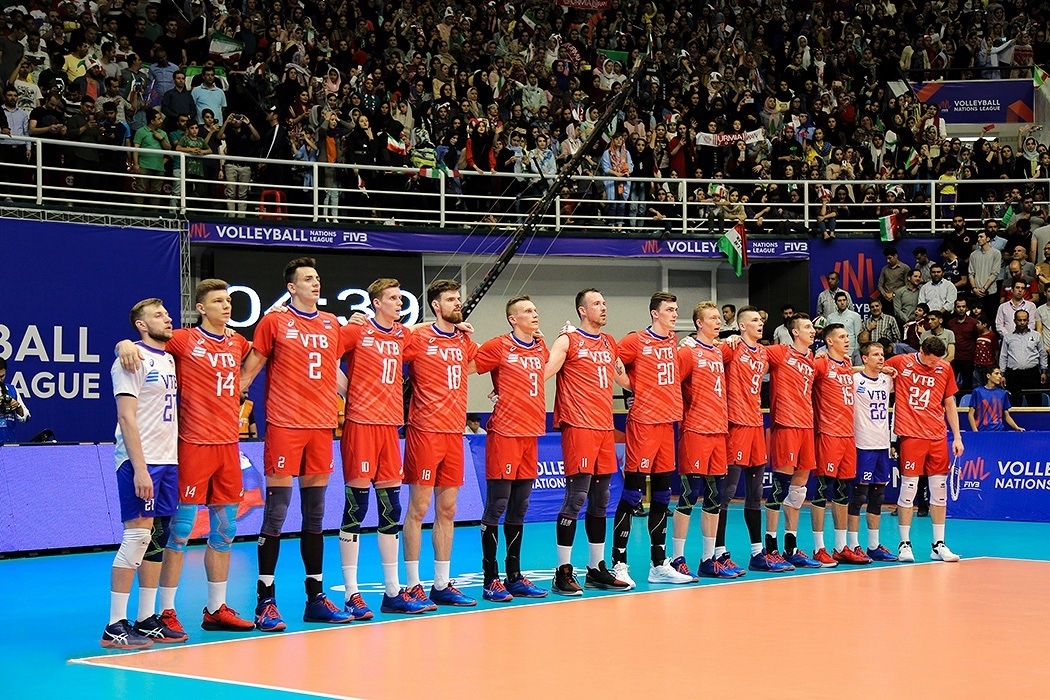
Die Nationalmannschaft in der Nations League 2019

Bei der ersten Ausgabe der Nations League 2018 gewannen die Russen im Finale gegen Frankreich das Turnier. 2019 gelang ihnen im Endspiel gegen die USA die Titelverteidigung.

### Weltliga
Das Vereinte Team erreichte in der Weltliga 1992 den sechsten Platz. 1993 unterlagen die Russen im Finale gegen Brasilien. In den nächsten Jahren wurden sie Sechster und Vierter sowie zweimal Dritter. 1998 verloren sie das Finale gegen Kuba und nach einem vierten Platz 1999 gab es die nächste Endspielniederlage gegen Italien. 2001 wurden die Russen wieder Dritter. 2002 gewannen sie mit einem Sieg gegen Gastgeber Brasilien erstmals den Titel. Auf einen siebten Platz 2003 folgten zwei Jahre ohne Weltliga. Bei der Rückkehr kamen die Russen 2006 auf den dritten Rang. 2007 mussten sie sich im Finale gegen Brasilien geschlagen geben. Danach wurden sie zweimal Dritter. Auch 2010 war Brasilien im Endspiel erfolgreicher. 2011 gelang den Russen die Revanche. 2012 verpassten sie die Finalrunde und erreichten mit dem achten Platz das schlechteste Ergebnis in diesem Wettbewerb. setzten sie sich hingegen wieder im Finale gegen Brasilien durch. Bei den letzten vier Ausgaben des Wettbewerbs bis 2017 wurden sie Fünfter, Achter, Siebter und Sechster.

### Europaliga
Bei der Premiere der Europaliga unterlagen die Russen 2004 im Finale gegen Tschechien. 2005 gewannen sie den Wettbewerb im Endspiel gegen Finnland.